# 城巴48線
城巴48線是一條港島日間循環巴士路線，循環來往深灣及華富，主要途經香港仔等地區，逢星期六、日及公眾假期設有特別班次來往海洋公園經深灣至華富，提供南區區內短途接駁服務。

## 歷史
48線是香港仔的一條區內線，香港仔內各主要地區較為分散，因此需要區內巴士路線來連接。
1977年1月4日：中華巴士開辦48線，來往華富（南）及海洋公園、黃竹坑。本線開線時正值海洋公園正式開放啟用的日子，日間以海洋公園為總站，傍晚過後改以黃竹坑為總站，方便海洋公園遊客。於1978年7月24日，總站由華富（南）遷往華富（北）。
1982年5月17日：本線延長服務時間至午夜，晚間班次以黃竹坑為總站，來回程並繞經田灣，直到1991年1月3日起配合78A及78B投入服務，不再繞經田灣。
1993年9月1日：48線由城巴接辦。
城巴接辦本線初期，每日的日間路線仍然延長至海洋公園。後來，城巴發現平日來往海洋公園的乘客非常稀少，因此於1994年6月20日，取消平日日間延長至海洋公園的措施，結果遭到來往黃竹坑道上下班的乘客投訴，在不斷抨擊下於同年10月3日加開平日早上3班由華富開往海洋公園及傍晚1班由海洋公園開往華富之特別班次（星期一至五來往海洋公園班次於2007年7月30日起取消）。其後，城巴因應星期六下午來往海洋公園的需求，加開星期六下午來回數班來往華富及海洋公園之班次。
深灣居民一直不滿唯一全日直達香港仔的專線小巴59A線經常爆滿，而直達香港仔市中心的巴士路線（本路線原有特別班次、新巴78P線）祇於平日早上單向行走，因而一直要求有直接的全日巴士路線來往香港仔市中心。在深灣居民及南區區議會爭取下，由2009年8月16日起，48線改為深灣／海洋公園至華富（北）的循環線，取代原有平日早上深灣特別班次及78P的服務。該線現時設有多班特別班次，來往華富（北）、深灣及海洋公園。
2016年12月28日：為配合港鐵南港島綫通車，來回程均繞經黃竹坑站，並調整班次。
2017年9月17日：延長服務時間，服務時間為05:24-00:26。
2018年2月25日：由深灣開出，離開黃竹坑站公共運輸交匯處後，改經香葉道、海洋公園道、黃竹坑道返回原有路線。
2018年4月30日：增設實時抵站時間查詢服務。
2018年9月30日：南朗山道的南朗山道巴士總站啟用及黃竹坑臨時巴士總站關閉，往華富方向遷移至陳白沙紀念中學。

## 服務時間及班次
| 深灣／海洋公園開 | 深灣／海洋公園開    | 深灣／海洋公園開    | 深灣／海洋公園開 | 深灣／海洋公園開 |
| 日期             | 服務時間            | 班次（分鐘）        | 起點站           | 終點站           |
| ---------------- | ------------------- | ------------------- | ---------------- | ---------------- |
| 星期一至五       | 05:24-07:00         | 12                  | 深灣             | 深灣             |
| 星期一至五       | 07:00-12:00         | 15                  | 深灣             | 深灣             |
| 星期一至五       | 12:00-13:00         | 12                  | 深灣             | 深灣             |
| 星期一至五       | 13:00-15:00         | 15                  | 深灣             | 深灣             |
| 星期一至五       | 15:00-16:00         | 12                  | 深灣             | 深灣             |
| 星期一至五       | 16:00-17:00         | 15                  | 深灣             | 深灣             |
| 星期一至五       | 17:00-19:00         | 12                  | 深灣             | 深灣             |
| 星期一至五       | 19:00-19:30         | 15                  | 深灣             | 深灣             |
| 星期一至五       | 19:30-19:46         | 16                  | 深灣             | 深灣             |
| 星期一至五       | 19:46-21:06         | 20                  | 深灣             | 深灣             |
| 星期一至五       | 21:06-00:26         | 25                  | 深灣             | 深灣             |
| 星期六           | 05:24-06:00         | 18                  | 深灣             | 深灣             |
| 星期六           | 06:20               |                     | 深灣             | 深灣             |
| 星期六           | 06:40               | 06:40               | 深灣             | 海洋公園         |
| 星期六           | 07:00               | 07:00               | 深灣             | 深灣             |
| 星期六           | 07:20               | 07:20               | 深灣             | 海洋公園         |
| 星期六           | 07:40、08:00、08:15 | 07:40、08:00、08:15 | 深灣             | 深灣             |
| 星期六           | 08:30               | 08:30               | 深灣             | 海洋公園         |
| 星期六           | 08:50-09:30         | 20                  | 深灣             | 深灣             |
| 星期六           | 09:30-15:30         | 15                  | 深灣             | 深灣             |
| 星期六           | 15:45               | 15:45               | 深灣             | 海洋公園         |
| 星期六           | 16:00、16:15        | 16:00、16:15        | 深灣             | 深灣             |
| 星期六           | 16:30、16:45        | 16:30、16:45        | 深灣             | 海洋公園         |
| 星期六           | 16:55-18:40         | 15                  | 海洋公園         | 海洋公園         |
| 星期六           | 18:55-19:55         | 15                  | 海洋公園         | 深灣             |
| 星期六           | 20:13               | 20:13               | 深灣             | 深灣             |
| 星期六           | 20:26-21:06         | 20                  | 深灣             | 深灣             |
| 星期六           | 21:06-00:26         | 25                  | 深灣             | 深灣             |
| 星期日及公眾假期 | 05:24-06:00         | 18                  | 深灣             | 深灣             |
| 星期日及公眾假期 | 06:00-06:45         | 15                  | 深灣             | 深灣             |
| 星期日及公眾假期 | 07:00-07:45         | 15                  | 深灣             | 海洋公園         |
| 星期日及公眾假期 | 07:55-08:55         | 20                  | 海洋公園         | 海洋公園         |
| 星期日及公眾假期 | 08:55-09:55         | 15                  | 海洋公園         | 海洋公園         |
| 星期日及公眾假期 | 09:55-17:55         | 20                  | 海洋公園         | 海洋公園         |
| 星期日及公眾假期 | 17:55-18:40         | 15                  | 海洋公園         | 海洋公園         |
| 星期日及公眾假期 | 18:55-19:40         | 15                  | 海洋公園         | 深灣             |
| 星期日及公眾假期 | 20:00-20:26         | 13                  | 深灣             | 深灣             |
| 星期日及公眾假期 | 20:26-21:06         | 20                  | 深灣             | 深灣             |
| 星期日及公眾假期 | 21:06-00:26         | 25                  | 深灣             | 深灣             |

- 星期一至五（公眾假期及學校假期除外）07:08、07:20、07:24由深灣開出的班次會以華富邨華安樓為終點站。

## 收費
全程：$3.7
| - 本線設有12歲以下小童及65歲或以上長者半價優惠。 - 65歲或以上香港居民使用「樂悠咭」，以及12歲以下合資格殘疾兒童使用「殘疾人士身份」個人八達通繳付車資，均可享有每程$2.0或半價（以較低者為準）的票價優惠；12至64歲合資格殘疾人士使用「殘疾人士身份」個人八達通（包括「樂悠咭」），以及60至64歲香港居民使用「樂悠咭」繳付車資，均可享有每程$2.0或全費（以較低者為準）的票價優惠。 - 65歲或以上長者如使用長者或一般個人八達通繳付車資，則只可享有半價優惠；12至64歲合資格殘疾人士如不使用「殘疾人士身份」個人八達通，以及60至64歲人士如不使用「樂悠咭」繳付車資，必須繳付全費。 - 乘客可以現金或八達通於上車時付款，不設找續。 - 每位成人乘客可免費攜帶最多兩名4歲以下而不佔座位的兒童乘客乘車，超額之4歲以下小童必須繳付小童車費乘車。 - 九龍巴士、城巴及龍運巴士全職員工及家屬（不包括外判職員）可免費乘搭本路線，惟必須拍職員或職員家屬八達通。 - 乘客亦可使用AlipayHK「易乘碼」、支付寶、WeChatHK／微信支付「搭車碼」、銀聯雲閃付「乘車碼」及BOC Pay「乘車碼」、具有感應式支付功能的VISA、Mastercard及銀聯卡，以及Apple Pay、Google Pay及Samsung Pay流動支付平台繳付車資。使用此支付方式的乘客可享有中途下車之分段收費，以及與其他城巴獨營路線或聯營線城巴班次之轉乘優惠，惟不適用於與非城巴路線之轉乘優惠。乘客亦不能享有「公共交通費用補貼計劃」及「長者及合資格殘疾人士公共交通票價優惠計劃」。 |

### 八達通轉乘優惠
乘客登上本線後指定時間內以同一張八達通卡轉乘以下路線，或從以下路線登車後指定時間內以同一張八達通卡轉乘本線，次程可獲車資折扣優惠：
48←→90、95C、97、592、595，轉乘時限為60分鐘
- 48往華富 → 90往鴨脷洲邨、95C往鴨脷洲（利南道）、97往利東邨、592或595往海怡半島，回贈首程車資
- 90往中環、95C往置富、97往中環、592往銅鑼灣或595往石排灣 → 48往深灣／海洋公園，次程車資全免

48←→A10、973
- 48往華富 → A10往機場或973往尖沙咀，回贈首程車資，轉乘時限為90分鐘
- A10往鴨脷洲邨或973往赤柱 → 48往深灣／海洋公園，次程車資全免，轉乘時限為120分鐘

## 使用車輛
本線主要使用亞歷山大丹尼士Enviro 500（81XX-84XX、91XX），亞歷山大丹尼士Enviro 400（70XX）及富豪B9TL（95XX）行走，間中使用青年JNP6105GR（18XX）行走。

## 行車路線
經：（海洋公園道、警校道、南朗山道）深灣道、香葉道（西行）、香葉道（東行）、黃竹坑站公共運輸交匯處、香葉道、海洋公園道、黃竹坑道、香港仔海傍道、石排灣道、薄扶林道、域多利道、華康街、華景街、華富道、石排灣道、香港仔海傍道、香港仔大道、黃竹坑道、香葉道（東行）、黃竹坑站公共運輸交匯處、香葉道（東行）、香葉道（西行）、南朗山道、黃竹坑巴士總站、南朗山道及深灣道（南朗山道、黃竹坑道及海洋公園道）。
括號內之路段祇限來往海洋公園的班次駛經。

### 沿線車站
| 深灣／海洋公園開 | 深灣／海洋公園開   | 深灣／海洋公園開       |
| 序號             | 車站名稱           | 位置                   |
| ---------------- | ------------------ | ---------------------- |
| *                | 海洋公園           | 海洋公園公共運輸交匯處 |
| *                | 港鐵黃竹坑車廠     | 警校道                 |
| 1                | 深灣               | 深灣公共運輸交匯處     |
| 2                | 黃竹坑（南朗山）   | 黃竹坑巴士總站         |
| 3                | 南朗山道熟食市場   | 南朗山道               |
| 4                | 黃竹坑站           | 黃竹坑站公共運輸交匯處 |
| 5                | 香港仔運動場       | 黃竹坑道               |
| 6                | 南朗山道           | 黃竹坑道               |
| 7                | 勝利工廠大廈       | 黃竹坑道               |
| 8                | 逸港居             | 香港仔海旁道           |
| 9                | 香港仔海濱公園     | 香港仔海旁道           |
| 10               | 香港仔魚類批發市場 | 香港仔海旁道           |
| 11               | 田灣街             | 香港仔海旁道           |
| 12               | 華富道             | 石排灣道               |
| 13               | 薄扶林消防局       | 域多利道               |
| 14               | 華富（北）         | 華富（北）巴士總站     |
| 15               | 華富邨華生樓       | 華富道                 |
| 16               | 華富邨華泰樓       | 華富道                 |
| 17               | 華富（南）         | 華富（南）巴士總站     |
| 18               | 華富邨華安樓       | 華富道                 |
| 19               | 興和街             | 石排灣道               |
| 20               | 聖伯多祿堂         | 香港仔大道             |
| 21               | 漁暉道             | 香港仔大道             |
| 22               | 業漁大廈           | 香港仔大道             |
| 23               | 甄沾記大廈         | 黃竹坑道               |
| 24               | 黃竹坑站           | 黃竹坑站公共運輸交匯處 |
| 25               | 南朗山道熟食市場   | 南朗山道               |
| 26               | 陳白沙紀念中學     | 南朗山道               |
| 27               | 深灣               | 深灣公共運輸交匯處     |
| *                | 海洋公園           | 海洋公園公共運輸交匯處 |

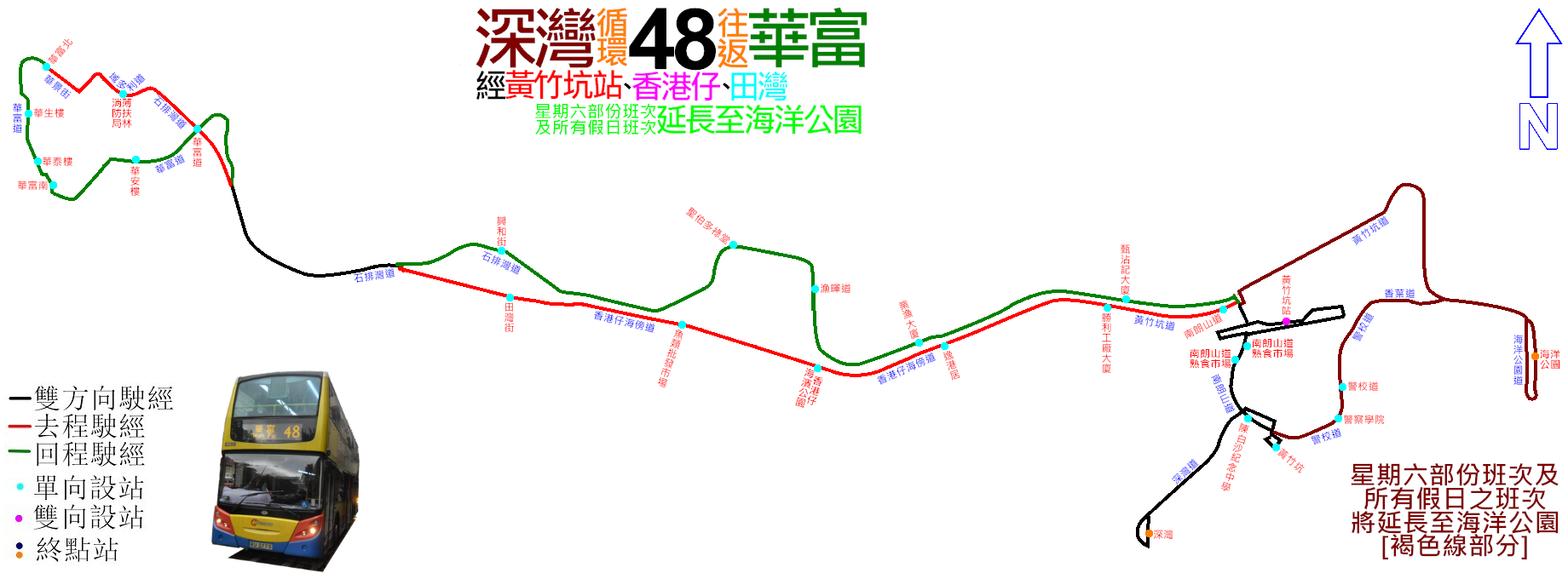
此線的走線圖

- 有 * 號之車站祇限來往海洋公園的班次停靠。

## 參看
- 城巴78線

## 外部連結
- 新巴/城巴 官方路線資料 普通路線 （页面存档备份，存于） 特別路線 （页面存档备份，存于）
- 城巴48線路線圖 （页面存档备份，存于）
- 城巴48線詳細時間表 （页面存档备份，存于）
- USHB-城巴48線 （页面存档备份，存于）
- ibusnet-城巴48線 （页面存档备份，存于）